# Candace Flynn
Candace Gertrude Flynn è la protagonista femminile della serie televisiva animata Phineas e Ferb. L'obiettivo principale di Candace è quello di far sorprendere i suoi fratelli dalla madre, con le loro ingegnose invenzioni (tema principale di ogni episodio), fallendo però puntualmente ogni volta.

## Caratteristiche
Candace è una ragazza di 15 anni, alta cinque piedi e otto pollici (un metro e settantatre centimetri), con una testa rotonda e capelli arancioni. Indossa sempre una maglietta rossa con una gonna bianca. Ai piedi porta delle calze rosse e delle scarpe bianche. È allergica alla pastinaca, tant'è che se ne entra in contatto diventa tutta rossa e la sua voce diviene grave. È sorella naturale maggiore di Phineas, nonché sorellastra di Ferb. Il suo sogno è quello di diventare una cantante famosa e, paradossalmente, ce la farà, seppur per una manciata di minuti, grazie ai suoi due fratelli nell'episodio Pop star per un giorno. In ogni puntata della serie, il suo scopo è quello di rivelare a sua madre le strabilianti invenzioni di Phineas e Ferb che, purtroppo per un motivo o per un altro, spariscono (a volte a causa di alcuni piani falliti del dottor Doofenshmirtz). In realtà è tutto opera di una forza misteriosa che glielo impedisce in quanto sa che Linda è una paranoica e che punirebbe ingiustamente i suoi figli e quindi ostacola ripetutamente Candace per impedirgli di fare del male ai suoi fratelli. Ogni volta che era riuscita a far vedere alla madre le invenzioni di Phineas e Ferb le reazioni di Linda sono state estreme verso i figli e per le conseguenze che sono capitate ai fratelli ha finito col pentirsene amaramente e ha cercato di rimediare per annullare il suo errore comprendendo di aver sbagliato. Candace di per sé non è cattiva ma fa così a detta sua per proteggere i suoi fratelli dai pericoli che potrebbero causare le loro invenzioni quando in realtà i suoi fratelli sono consapevoli di ciò che fanno.
Sin dai primi episodi ha una cotta per Jeremy, un ragazzo della sua stessa città che, a sua insaputa è a sua volta innamorato di lei. Il rapporto si trasformerà poi da una semplice amicizia, ad un vero amore. Nel lungo viaggio verso questo amore, coinvolge spesso e volentieri la sua migliore amica Stacy.
Molte volte verrà involontariamente colpita dalle invenzioni dei suoi fratelli: essi risolvono comunque sempre tutto e la "salvano". In altre situazioni è lei ad aiutarli e, in certi casi speciali, persino a partecipare alle loro attività.

## Famiglia
La madre è Linda Flynn, Phineas Flynn è suo fratello naturale, mentre Ferb Fletcher è suo fratellastro . Lawrence Fletcher è il padre di Ferb. Nonostante sia sempre furiosa con i suoi fratelli, più di una volta si è dimostrata comprensiva e affettuosa nei loro confronti.
Nella puntata in cui si mostra il suo futuro, incontriamo i suoi tre figli, Amanda, Xavier e Fred. Il padre dei tre bambini non viene rivelato: dall'aspetto di Xavier si può però dedurre che si tratti di Jeremy, il fidanzato di Candace.